# La Bâtie-Montgascon
La Bâtie-Montgascon är en kommun i departementet Isère i regionen Auvergne-Rhône-Alpes i sydöstra Frankrike. Kommunen ligger i kantonen Le Pont-de-Beauvoisin som tillhör arrondissementet La Tour-du-Pin. År 2022 hade La Bâtie-Montgascon 2 025 invånare.

## Befolkningsutveckling
Antalet invånare i kommunen La Bâtie-Montgascon
Referens:INSEE